# Hey You
Hey You (en: hej ty) – ballada napisana i wyprodukowana przez Madonnę oraz Pharrella Williamsa na potrzeby koncertu Live Earth. 
Piosenka miała swoją premierę 17 maja 2007 na stronie MSN, gdzie została udostępniona w formatach MP3 oraz WMA do darmowego ściągnięcia. Microsoft zadeklarował wpłatę 0,25$ na konto Alliance for Climate Protection za każde z pierwszego miliona pobrań piosenki. Następnie, piosenka znalazła się też w serwisie iTunes, gdzie można było ją nabyć odpłatnie jako nagranie lepszej jakości w formacie MP3 lub AAC.
Madonna wykonała piosenkę "Hey You" na żywo na stadionie Wembley podczas koncertu Live Earth w Londynie 7 lipca 2007.

## Teledysk
Teledysk do piosenki wyreżyserowany został przez Szwedów Marcusa Lindkvista i Johana Söderberga, a jego premiera miała miejsce 15 lipca 2007 na stronie Live Earth oraz w kilku narodowych stacjach MTV. Jest to montaż różnego rodzaju scen ukazujących współczesny świat: ludzi rozmaitych ras i z różnych kręgów kulturowych, przywódców narodowych, klęski żywiołowe, itp. W teledysku nie pojawiły się żadne sceny z udziałem Madonny.